# 벨피어기스 나이트
《벨피어기스 나이트》(Valpurgis Night)는 대한민국의 드래곤플라이가 제작한 롤플레잉 게임으로, 세 번째 작품이다.
만화가 황미나가 캐릭터 디자인을 담당하였다.